# Gabriel Neigre
Gabriel Neigre (* 28. Juli 1774 in La Fère; † 8. August 1847 in Villiers-sur-Marne) war ein französischer Général de division der Artillerie. 

## Leben
Durch seinen Vater der in der königlichen Armee diente, wurde Neigre um 1780 zum „enfant de troupe“. Er begeisterte sich für die Ideale der Revolution und suchte seine Karriere in der Armee. Schon sehr früh wurde er dabei zum Anhänger Napoleons. 
Neigre konnte sich während der Revolutionskriege durch Tapferkeit auszeichnen und wurde deshalb mehrfach befördert. 1793 führte er im Rang eines Capitaine bereits ein eigenes Kommando. 
Neigre war im Rang eines Général de brigade Mitglied von Napoleons Stab, als dieser 1812 seinen Russlandfeldzug plante. In Russland kämpfte Neigre u. a. bei Borodino (7. September 1812), bei Tarutino (18. Oktober 1812) und an der Beresina (26./28. November 1812). 
Neigre nahm an der Völkerschlacht bei Leipzig (16./19. Oktober 1813) teil. Er kämpfte vor Paris (30. März 1814) und schlug sich nach der Abdankung Napoleons (→Vertrag von Fontainebleau) auf die Seite der Bourbonen. Als Napoleon dann aber die Insel Elba verlassen hatte und dessen „Herrschaft der Hundert Tage“ begannen, wechselte Neigre wiederum die und stand bis Waterloo (18. Juni 1815) treu zu seinem Kaiser. 
Neigre verhielt sich bis zur Julirevolution von 1830 eher neutral, als sich aber die Julimonarchie konstituierte, unterstützte er König Louis-Philippe I. Nach und nach übernahm Neigre Aufgaben der Verwaltung; u. a. ab 22. Oktober 1839 die Leitung des Service des poudre et salpêtres. 
Gabriel Neigre starb am 8. August 1847 im Alter von 73 Jahren in Villiers-sur-Marne und fand seine letzte Ruhestätte auf dem Friedhof Père-Lachaise (Division 56) in Paris.

## Ehrungen
- 29. September 1809 Baron de l’Émpire
- 29. Oktober 1826 Grand Officier der Ehrenlegion
- 9. Januar 1832 Großkreuz der Ehrenlegion
- Grand cordon de l’ordre de Léopold
- Sein Name findet sich am nördlichen Pfeiler (10. Spalte) des Triumphbogens am Place Charles-de-Gaulle (Paris).